# Nguyễn Xuân Phúc
Nguyễn Xuân Phúc, född 17 juli 1954 i Quảng Nam, är en vietnamesisk politiker. Han var Vietnams premiärminister mellan 7 april 2016 och 5 april 2021.
Han tillträdde som premiärminister 7 april 2016, efter att ha blivit nominerad av sin föregångare Nguyễn Tấn Dũng och nationalförsamlingen. Nguyễn Xuân Phúc satt på posten till 5 april 2021 då han istället tillträdde som Vietnams president. En post han satt på tills 2023.
Nguyễn Xuân Phúc var vice premiärminister från augusti 2011, till den 7 april 2016. 